# مؤتمر جنيف (1976)

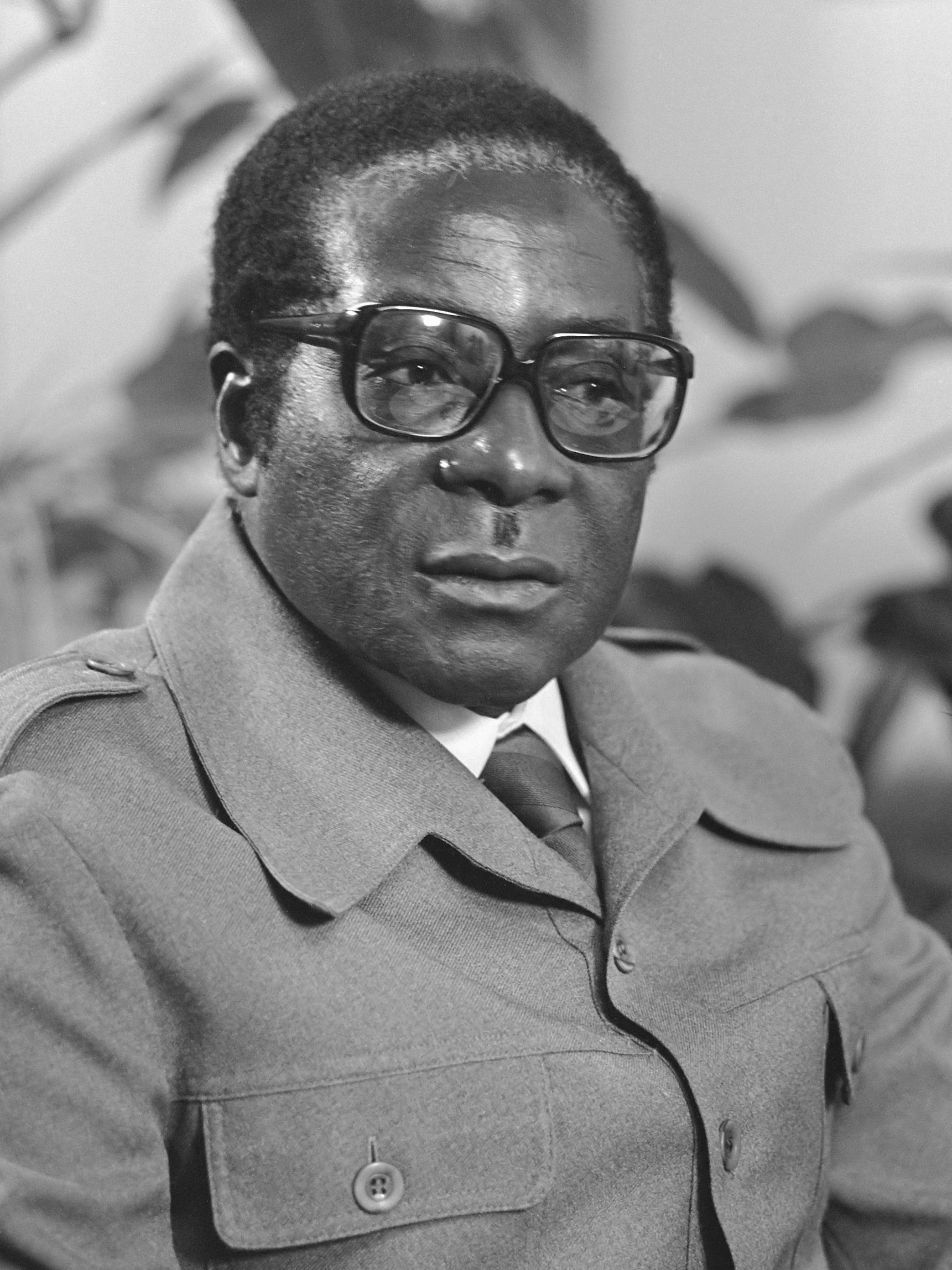
أهم الاجرائات في مؤتمر كينيف

عُقد مؤتمر جنيف (28 أكتوبر – 14 ديسمبر 1976) في جنيف، سويسرا، خلال الحرب الأهلية الروديسية. ومع انعقاده تحت وساطة بريطانية، كانت الأطراف المشاركة فيه حكومة روديسيا غير المعترف بها، بقيادة إيان سميث، وعدد من الأحزاب القومية الروديسية السوداء المنافسة: المجلس الوطني الأفريقي، بقيادة الأسقف آبل موزوريفا وجبهة تحرير زيمبابوي بقيادة جيمس تشيكيريما و«جبهة وطنية» مشتركة تألفت من الاتحاد الوطني الأفريقي الزيمبابوي بقيادة روبيرت موغابي والاتحاد الشعبي الأفريقي الزيمبابوي بقيادة جوشوا نكومو. كان الهدف من المؤتمر محاولة التوصل إلى اتفاق على دستور جديد لروديسيا ومن خلال ذلك إيجاد طريقة لإنهاء حرب بوش التي كانت مشتعلة بين الحكومة ومقاتلي حرب العصابات الذين ترأسهم موغابي ونكومو على التوالي.
يعود أصل فكرة مؤتمر جنيف إلى سياسة «الانفراج» الجنوب أفريقية التي جرى تبنيها في أواخر العام 1974، وبصورة مباشرة أكثر إلى مبادرة السلام التي اقترحها وزير خارجية الولايات المتحدة الأمريكية، هنري كسنجر، في مطلع العام 1976. وبعد أن رُفضت خطة كسنجر من قبل القوميين، نظمت بريطانيا محادثات في جنيف في محاولة للتوصل إلى اتفاق. بدأت الاجتماعات في 28 أكتوبر من عام 1976، متأخرة 8 أيام عن الجدول المحدد، وترأسها الوسيط البريطاني، إيفور ريتشارد، الذي وبخ كلا الوفدين حتى قبل أن يبدأ المؤتمر. وحين قرأ ريتشارد بيانًا افتتاحيًا نيابة عن رئيس الوزراء البريطاني جيمس كالاغان أشار فيه إلى البلاد باسم «زيمبابوي»، استرضى ذلك القوميين إلى حد ما، في حين شعر فريق سميث بإهانة أكبر. لم يتحقق سوى تقدم ضئيل خلال محادثات الطرفين، الأمر الذي تسبب بتأجيل المؤتمر حتى أجل غير مسمى في 14 ديسمبر من عام 1976. ولم ينعقد المؤتمر مجددًا منذ ذلك الحين.

## الخلفية
بعد وقوع خلاف حول شروط منح كيان دولة تام، أعلنت بشكل أحادي الجانب حكومة روديسيا، التي يترأسها رئيس الوزراء إيان سميث والتي تسيطر عليها بشكل رئيسي أقلية بيضاء، الاستقلال عن بريطانيا في 11 من شهر نوفمبر من عام 1965. ونظرًا إلى أن رئيس الوزراء البريطاني وحكومة المملكة المتحدة كانا يصران على انتقال مباشر إلى حكم الأغلبية قبل الاستقلال، لم ينل هذا الإعلان الاعتراف وتسبب بفرض بريطانيا والأمم المتحدة لعقوبات اقتصادية على روديسيا.
كان حزبا السود القوميين الأبرز في روديسيا الاتحاد الوطني الأفريقي الزيمبابوي – الذي كانت تسيطر عليه بشكل رئيسي حركة شونا، التي كانت واقعة تحت تأثير الماوية الصينية- والاتحاد الشعبي الأفريقي الزيمبابوي الذي تبنى الماركسية اللينينية، ويسيطر على معظمه جماعة شمالي نديبيلي. تلقى الاتحاد الوطني الأفريقي الزيمبابوي وجناحه العسكري، جيش التحرير الوطني الأفريقي الزيمبابوي، دعمًا كبيرًا في التدريبات والعتاد والمال من جمهورية الصين الشعبية وحلفائها، في حين قدم حلف وارسو والأمم المرتبطة به، كوبا بشكل رئيسي، دعمًا مماثلًا للاتحاد الشعبي الأفريقي الزيمبابوي والجيش الثوري الشعبي الزيمبابوي التابع له. ترأس جوشوا نكومو الاتحاد الشعبي الأفريقي الزيمبابوي والجيش الثوري الشعبي الزيمبابوي خلال وجودهما، في حين أسس ندابانينجي سيثول الاتحاد الوطني الأفريقي الزيمبابوي وقاده في مراحله الأولى. شنت الحركتان القوميتان المتنافستان ما أسمتاه «الشيمورينغا الثانية» الخاصة بهم ضد الحكومة الروديسية وقوات الأمن خلال أواسط الستينيات من القرن العشرين. خلال بقية سنوات ذلك العقد، نجح الجيش والقوى الجوية والشرطة في صد العديد من توغلات المقاتلين، التي نفذ معظمها الجيش الثوري الشعبي الزيمبابوي.
بعد محادثات مجهضة بين سميث وويلسون في عام 1966 و1968، اتُفق على دستور من قبل الحكومتين الروديسية والبريطانية في شهر نوفمبر من عام 1971، إلا أن رأي السود كان معارضًا للصفقة الجديدة حين قامت بريطانيا باستطلاع للرأي العام في أوائل العام 1972، مما أدى إلى إرجاء إقرار الدستور. اندلعت الحرب الأهلية الروديسية من جديد في شهر ديسمبر من عام 1972، بعد عامين من انعدام نسبي للأنشطة، حين هاجم جيش التحرير الوطني الأفريقي الزيمبابوي ألتينا ومزارع ويسلفيلد في شمال شرق روديسيا. وبعد حملة مضادة ناجحة شنتها قوات الأمن خلال عامي 1973 و1974، تسببت تغيرات جذرية في السياسة الخارجية للداعمين الرئيسيين لحكومة روديسيا، البرتغال وجنوب أفريقيا، في تحول زخم الصراع إلى مصلحة القوميين. في شهر أبريل من عام 1974، أطاح انقلاب عسكري بالحكومة البرتغالية ونصب مكانها إدارة يسارية تؤيد إنهاء الحرب الكولونيالية في أنغولا وموزمبيق وأقاليم أخرى في أفريقيا تسيطر عليها البرتغال، التي لم تكن تنال تأييدًا شعبيًا.
فرضت مبادرة الانفراج من قبل بريتوريا في أواخر العام 1974 وقفًا لإطلاق النار في روديسيا، وفي شهر يونيو من عام 1975 أصبحت موزمبيق مستقلة عن البرتغال في ظل حكومة شيوعية متحالفة مع الاتحاد الوطني الأفريقي الزيمبابوي. عقدت جولات محادثات لم تكلل بالنجاح بين الحكومة الروديسية والقوميين، الذي توحدوا تحت راية المجلس الوطني الأفريقي الذي ترأسه آبل موزوريفا، على جسر شلالات فيكتوريا في شهر أغسطس من عام 1975، ومن ثم عقدت محادثات مباشرة بين الحكومة والاتحاد الأفريقي الشعبي الزيمبابوي ابتداءًا من شهر ديسمبر من عام 1975. خلال تلك الفترة، حل روبيرت موغابي مكان سيثول كقائد للاتحاد الأفريقي الوطني الزيمبابوي، بعد فوزه بانتخابات القيادة الداخلية التي رفض سيثول الاعتراف بها. استكملت توغلات المقاتلين بقوة في الأشهر الأولى من عام 1976، مما دفع بسميث إلى الإعلان في مساء 6 من شهر فبراير من عام 1976 بأن «هجومًا إرهابيًا جديدًا قد بدأ، ومن أجل هزيمته، يتوجب على الروديسيين أن يواجهوا التزامات عسكرية أشد». أشارت تقارير قوات الأمن إلى أن نحو 1000 مقاتل متمرد كانوا ناشطين داخل روديسيا، إضافة إلى 15 ألف مقاتل كانوا يخيمون في موزمبيق بمختلف حالات التأهب.

## المقدمة: مبادرة كيسنجر
أعلن وزير الخارجية الأمريكي، هنري كيسنجر، اهتمامًا رسميًا بالحالة الروديسية في شهر فبراير من عام 1976، وأمضى بقية العام يعقد محادثات مع الحكومات البريطانية والجنوب أفريقية ودول الخط الأمامي للاتفاق على مقترح مرض للطرفين. كانت الخطة التي قدمها كيسنجر في نهاية المطاف توفر فترة انتقالية لعامين قبل بداية حكم الأغلبية، وسيؤول الحكم خلال تلك الفترة إلى حكومة مؤقتة في حين سيصوغ «مجلس دولة» موفد بشكل خاص، يتألف من 3 بيض و3 سود ورئيس أبيض، دستورًا جديدًا. وكان يتوجب أن يسفر هذا الدستور عن حكم أغلبية مع نهاية فترة العامين المؤقتة. نالت هذا الخطة تأييد كينيث كاوندا ويوليوس نييريري، رئيس زامبيا وتانزانيا على التوالي، والتي قال رئيس وزراء جنوب أفريقيا بي جاي فورستر أن قبولها مضمون من جانب القوميين السود. لم يكن لدى فورستر رد حين غامر سميث بقول الأمر نفسه قبل محادثات شلالات فيكتوريا في عام 1975، حين كان كاوندا ونييريري قد اتفقا على عدم وجود شروط مسبقة للمحادثات، ومن ثم أتاحوا للقوميين أن يسعوا وراءها. 
التقى سميث بكيسنجر في بريتوريا في 18 من شهر سبتمبر من عام 1976 بهدف مناقشة الشروط. أخبر الدبلوماسي الأمريكي رئيس الوزراء أنه على الرغم من أنه كان مرغمًا على المشاركة، فقد كانت مشاركته في ما أسماه «احتضار روديسيا» «واحدة من أكبر مآسي حياتي». وبالرغم من ذلك، شجع سميث بشدة على قبول الصفقة التي وضعها على الطاولة، ولو أنه كان يعلم أنها غير مستساغة، فأي عرض مستقبلي لن يحمل سوى ما هو أسوأ. كان الرأي في العالم الغربي «لينًا ومنحطًا»، وحذر كيسنجر من أنه سيصبح أسوأ فأسوأ في حال، كما هو متوقع، خسارة الرئيس الأمريكي جيرالد فورد انتخابات الرئاسة لتلك السنة لمصلحة جيمي كارتر. بعد ذلك بدأت جلسة تضم كيسنجر وسميث وفورستر، وهنا نقل سميث مخاوفه أن قبوله قد يفسَر من قبل مجموع الناخبين الروديسيين بأنه «خيانة» وقد يتسبب بهجرة جماعية للعمال المهرة وللاستثمار، مما سيفضي بدوره إلى ضرر كبير يصيب اقتصاد البلاد. طلب فورستر استراحة خلال الجلسة وأخذ فريق سميث إلى غرفة جانبية خاصة برفقة وزير الخارجية الجنوب أفريقي هيلغارد مولر. وهناك أعلم سميث سرًا أنه لم يعد بإمكان جنوب أفريقيا تقديم الدعم المالي والعسكري، وأنه ينبغي على سميث أن يتخذ القرار بسرعة ويعلن قبوله خلال ذلك المساء. فاجأ هذا الإنذار النهائي الفريق الروديسي، ولم يتمكن اثنان من وزراء سميث، ديسموند لاردنر بورك وجاك موسيت، من احتواء غضبهما ووبخا رئيس الوزراء الجنوب أفريقي بغضب على «استهتاره»، مما جعل فورستر ينهض من على كرسيه دون أن ينطق بكلمة وأن يغادر الغرفة.
ومن ثم دعي الروديسيون مجددًا إلى الغرفة الرئيسية، حيث أصر كيسنجر على أن يجلس رئيس وزرائهم بجانبه.